# كولانكوه (غربي أردبيل)
کولانکوه (بالفارسية: کولانکوه) هي قرية تقع في إيران في أردبيل.

## التعداد السكاني
يقدر عدد سكانها بـ 432 نسمة بحسب إحصاء 2016.